# Peter Zoller

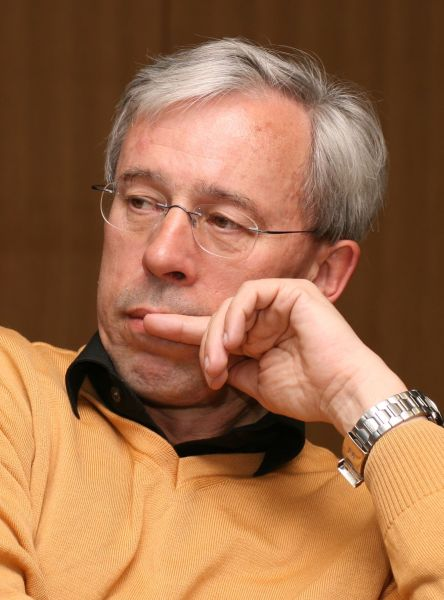
Peter Zoller

Peter Zoller (Innsbruck, 16 september 1952) is een Oostenrijks theoretisch natuurkundige. Hij is als hoogleraar verbonden aan de Universiteit van Innsbruck en houdt zich bezig met kwantumoptica, atoom- en molecuulfysica en, in toenemende mate, met vastestoffysica. Hij is internationaal bekend vanwege zijn baanbrekende onderzoek op het gebied van kwantumcomputers en kwantuminformatie.